# 상추자도
상추자도(上楸子島)는 제주특별자치도 제주시 추자면에 있는 추자도에서 두번째로 큰 섬이자 추자도의 중심지역이다.

## 지리
상추자도는 면사무소의 소재지이다. 섬의 면적은 1.3km2이며, 인구는 추자면 전체 인구(2016년 말 1,906명)의 약 3분의 2이다.
섬의 남동쪽에 있는 하추자도와는 총길이 212m의 추자대교를 통해 연결되어 있으며, 섬의 북서쪽에 최영장군 사당이 있다.